# Santuario de Nuestra Señora de la Sierra (Villarrubia de los Ojos)
El Santuario de la Virgen de la Sierra se encuentra en el término municipal de Villarrubia de los Ojos (Ciudad Real) a unos doce kilómetros del casco urbano.

## Historia
En el santuario se venera la imagen de la Virgen de la Sierra (Villarrubia de los Ojos). El edificio ha sufrido considerables modificaciones en las últimas décadas. Cuenta con una ermita y un patio con corredores. El Santuario se encuentra en la ladera de una sierra en un valle. Allí se han encontrado importantes restos arqueológicos. 

## Acceso al santuario
Al Santuario se puede acceder por varios caminos y por un carreterín que parte de la carretera CM-4120 
entre Fuente el Fresno y Villarrubia de los Ojos.El camino de La Posadilla se encuentra en mal estado para ser transitado por coches lo que permite y facilita su recorrido a pie con unas vistas de la llanura extraordinarias.
En Villarrubia de los Ojos se suele nombrar este paraje como "La Virgen".

## Celebración
Se celebra romería el Lunes de Resurrección y el tercer domingo de mayo.